# ルーキーパステル
ルーキーパステルは、西陣が1991年に発売した現金機デジパチである。蛍光管グラデーションデジタルが使用されており、7セグや単色ドットが主流だった当時、斬新だった。
- ルーキーパステルP-2（大当り確率1/220・リーチはずれの”33?”か”77?”が出現すると確率変動に突入する）
- ルーキーパステルP-3（大当り確率1/210の完全ノーマル機）
- パステルNo.1（形式名:ルーキーパステル。大当り確率1/210・3-5%の確率で5連荘大当りの出現があった）

発表時期は前記2つは1991年7月、パステルNo.1は1992年3月。リーチアクションはノーマルのみだが、10コマ-20コマの間で移行するため、絶対当らないリーチが存在した（パステルNo.1は3-8コマのリーチ移行だった）。